# Extriplex californica
Extriplex californica es una especie de planta perteneciente a la familia de las amarantáceas. Es nativa de la costa de California y Baja California, donde crece en suelos salinos, como playas y marismas.

## Descripción
Extriplex californica es una hierba perenne que crece a partir de un caudex carnoso y raíz principal. Muchos tallos se extienden a una anchura máxima de unos 80 cm y 30 cm de altura. Las hojas son escamosas de color gris verdoso, lanceoladas u ovales y de menos de 3 centímetros.
La planta puede ser monoicas o dioicas, con algunas plantas que tienen ambos tipos de flores, masculinas y femeninas, y otros que tienen sólo uno. Ambos tipos de inflorescencias forman racimos de pequeñas flores.

## Taxonomía
La especie fue descrita inicialmente como Atriplex californica por Alfred Moquin-Tandon y publicada en Prodromus Systematis Naturalis Regni Vegetabilis 13(2): 98, en 1849, actualmente, es tanto un sinónimo como el basónimo de esta;y ulteriormente sería transferida al género Extriplex por Elizabeth H. Zacharias  en Systematic Botany 35(4): 851, en 2010.

#### Etimología
californica: epíteto geográfico que alude a su localización en California.